# Euphorbia marayensis
Euphorbia marayensis är en törelväxtart som beskrevs av Rosa Subils. Euphorbia marayensis ingår i släktet törlar, och familjen törelväxter. Inga underarter finns listade i Catalogue of Life.